# کوروکان فوگا

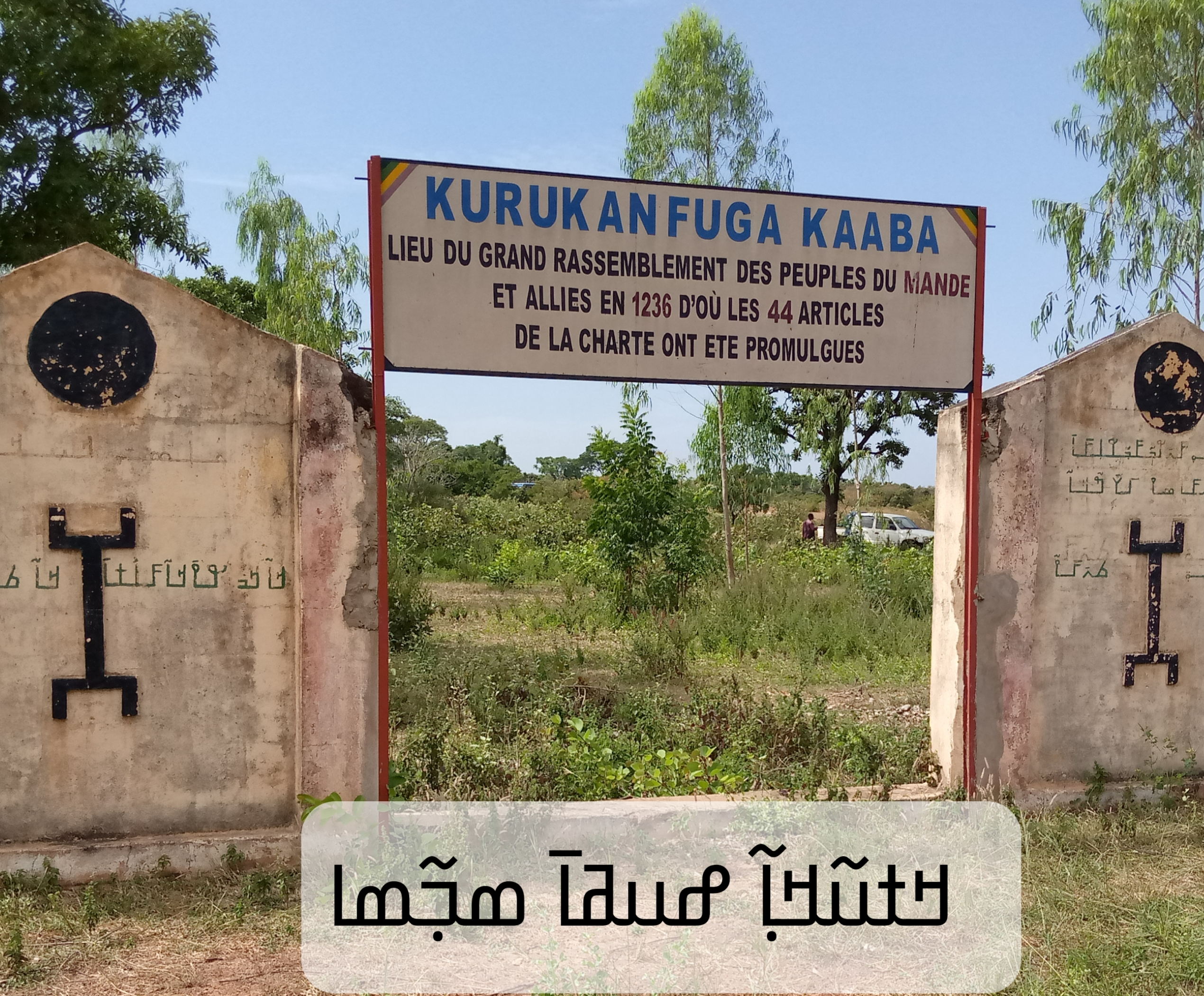
اثار کوروکان فوگا در مالی

کوروکان فوگا قانون اساسی امپراتوری مالی بود که پس از نبرد کرینا (در سال 1235 میلادی) توسط مجمعی از اشراف برای ایجاد دولتی برای امپراتوری تازه تاسیس اسلامی ایجاد شد.  کوروکان فوگا اتحادیه قبایل ماندینکا را تحت یک دولت تأسیس کرد، نحوه عملکرد آن را تشریح نمود و قوانینی را وضع کرد که مردم بر اساس آن زندگی کنند. نام کوروکان فوگا یک نام مبتنی بر مکان است که به "پاکسازی روی سنگ گرانیت" ترجمه شده است،  که به دشت نزدیک شهر کا-با (کانگابا کنونی) اشاره دارد که در آن سوندیاتا کیتا(عمو بزرگ مانسا موسی ثروتمندترین فرد تاریخ) منشور را ارائه داده است.
"منشور ماندِن، اعلام شده در کوروکان فوگا" در سال 2009 در فهرست میراث فرهنگی ناملموس بشریت قرار گرفت، که توسط یونسکو نگهداری می شود. 
جبریل تامسر نیان در مصاحبه ای بیان کرد کوروکان فوگا یک «اعلامیه حقوق بشر» است که «در سال 1236» نوشته شده است. 

## فهرست
کوروکان فوگا شامل 44 فرمان است. این فرمان ها به چهار بخش مربوط به سازمان اجتماعی (فرمان های 1-30)، حقوق مالکیت (فرمان های 31-36)، حفاظت از محیط زیست (فرمان های 37-39) و مسئولیت های شخصی (فرمان های 40-44) تقسیم می شوند.
کوروکان فوگا امپراتوری جدید را به قبایل حاکم (نسب) تقسیم کرد که در مجلس بزرگی به نام گبارا نماینده داشتند. 16 قبیله وجود داشت که به نام جُن-تَن-نور-وُرو(حامل کانکس) شناخته می شدند و مسئول رهبری و دفاع از امپراتوری بودند. همچنین 4 طایفه معروف به موری-کاندا-لولو (نگهبانان دین) بودند که قبایل حاکم را در مسائل شرعی اسلامی راهنمایی می کردند. 4 قبیله وجود داشتند که انحصار مشاغل خاصی را داشتند که شامل ذوب ، نجاری و دباغی می شد اما محدود به آن نمی شد. در نهایت، 4 طایفه از دیلی (استادان بیان) بودند که تاریخ امپراتوری را به شکل آهنگ هایی ثبت می کردند. مجموع اینها 29 کرسی گبارا را در دشت کوروکان فوگان تشکیل می دهد. کرسی سی ام احتمالاً توسط دیلی مانسا به نام بلن تیگوی (رئیس تشریفات) اشغال شده بود، یا ممکن است برای یک ناظر زن رزرو شده باشد زیرا قانون اساسی می گوید زنان باید در تمام سطوح دولتی نماینده داشته باشند(فرمان 16).

### سازمان اجتماعی
- ماده 3: پنج طایفه «مرابوت»ها معلمان و مربیان ما در شریعت اسلام هستند. همه باید به آنها احترام بگذارند و به آنها توجه کنند.
- ماده 4: جامعه به گروه های سنی تقسیم می شود. کسانی که در یک دوره سه ساله متوالی به دنیا آمده اند متعلق به یک گروه سنی هستند. باید از اعضای طبقه واسط بین جوانان و سالمندان دعوت کرد تا در تصمیم گیری های مهم جامعه شرکت کنند.
- ماده 5: هر کس حق حیات و حفظ تمامیت جسمانی دارد. بر این اساس، هرگونه تلاش برای سلب حیات از همنوع، مجازات اعدام دارد.
- ماده 6: برای پیروزی در نبرد سعادت، نظام عمومی نظارت برای مبارزه با تنبلی و بطالت ایجاد شده است.
- ماده 7: sanankunya (رابطه لطافت) و tanamannyonya (پیمان خون) در میان ماندینکا ایجاد شده است. در نتیجه، هرگونه اختلافی که در میان این گروه‌ها رخ می‌دهد، نباید باعث از بین رفتن احترام به یکدیگر شود. بین برادر شوهر و خواهر شوهر، بین پدربزرگ و مادربزرگ و نوه، مدارا باید اصل باشد.
- ماده 9: تعلیم و تربیت کودکان وظیفه کل جامعه است.
- ماده 10: افراد باید به طور متقابل به یکدیگر تسلیت بگویند.
- ماده 11: وقتی همسر یا فرزندتان فرار کرد، از دویدن در خانه همسایه به دنبال آنها اجتناب کنید.
- ماده 13: هرگز نیاراها به (افراد خوش استعداد) توهین نکنید.
- ماده 14: هرگز به زنان، که مادران ما هستند، توهین نکنید.
- ماده 15: هرگز زن شوهردار را قبل از اینکه فرصت دهید شوهرش برای رفع مشکل پیش آمده تلاش کند کتک نزنید.
- ماده 16: زنان -جدای از مشاغل روزمره شان- باید در همه مدیریت های ما شراکت داشته باشند.
- ماده 19: هر مردی دارای پدر زن و مادر زن است: ما باید به آنها احترام بگذاریم و به آنها توجه کنیم.
- ماده 20: با بردگان بدرفتاری نکنید. ما ارباب برده هستیم اما کیسه ای نیستیم که او حمل می کند.
- ماده 21: همسران رئیس و همسایه و مرابوت و روحانی و دوست و شریک خود را با توجه دائم خود پیگیری نکنید.
- اصل 22: غرور نشانه ضعف و فروتنی نشانه بزرگی است.
- ماده 23: هرگز به یکدیگر خیانت نکنید. به قول و عهد خود احترام بگذارید.
- ماده 24: با بیگانگان بدرفتاری نکنید.
- ماده 25: سفیر را نباید خطری تهدید کند.
- ماده 27: دختر را می توان بعد از بالغ شدن به عقد در آورد.
- ماده 28: مرد جوان می تواند در 20 سالگی ازدواج کند.
- ماده 29 : مهریه 3 گاو تعیین می شود: یکی دختر و دو تا برای پدر و مادر.
- ماده 30: طلاق به یکی از دلایل زیر قابل تحمل است: عجز شوهر، جنون یکی از زوجین، ناتوانی شوهر از عهده گرفتن تعهدات ناشی از ازدواج. طلاق باید خارج از روستا اتفاق بیفتد.
- اصل 31: ما باید به نیازمندان کمک کنیم.

### حقوق مالکیت
- ماده 32: تملک مال از پنج راه حاصل می شود: خرید، هدیه، معاوضه، کار و ارث. هر شکل دیگری بدون شهادت قانع کننده مشکوک است.
- ماده 33: هر شیء که بدون مالکِ معلوم باشد پس از چهار سال مشاع می شود.
- ماده 35: یک گاو را باید با چهار گوسفند یا چهار بز عوض کرد.
- ماده 36: رفع گرسنگی دزدی محسوب نمی شود، اگر چیزی در کیف و جیب خود نبَرید.

### حفظ طبیعت
- ماده 38: قبل از آتش زدن بوته، به زمین نگاه نکنید، سر خود را به سمت بالای درختان بلند کنید تا ببینید دارای میوه یا گل است؟
- ماده 39: حيوانات اهلي بايد هنگام كشت بسته و پس از برداشت آزاد شوند. سگ، گربه، اردک و مرغ این محدودیت را دارند.

### سخن نهایی
- اصل 40: به خویشاوندی و ازدواج و همسایگی احترام بگذارید.
- اصل 41: می توانی دشمن را بکشی، اما نباید او را تحقیر کنی.
- اصل 42: در مجامع بزرگ به نمایندگان قانونی خود راضی باشید.
- اصل 44: همه کسانی که از این مقررات تخطی کنند مجازات خواهند شد.

## اهمیت
به گفته نیک نسبیت (2014) از دانشگاه پرینستون ، منشور ماندِن یک منشور حقوق بشر غیر قبیله ای، مدرن و جهانی است که در سال 1222 ایجاد شد  به عنوان یک منشور جهانی حقوق بشر در افریقا، که صدها سال پیش از منشور جهانی حقوق بشر اروپایی(و پیش از اسپینوزا، کانت، انقلاب فرانسه، عصر روشنگری و اعلامیه حقوق انسان و شهروند 1793) است. 